# 陶維英
陶維英（1905年5月26日—1988年4月1日），號衛石，越南近代學者。他對越南歷史、地理、詞典、文化和民間文學的研究做出了突出貢獻。

## 生平
成泰十七年四月二十三日（1905年5月26日），陶维英出生於清化省農貢縣，祖籍河东省青威縣左青威總曲水村（今屬河內市青威縣巨溪社）。1923年畢業於順化的國學，他沒有像其他同學一樣到殖民政府裡當公務員，而是來到廣平省洞海市的一所小學裡教書。他也積極參與運動，比如1925年要求赦免潘佩珠的運動，以及1926年潘周楨的葬禮。
1926年，陶維英辭職來到西貢，後又至峴港。途中他與潘佩珠會面。他加入了黃叔沆的《人民之聲》（Tiếng dân）報社當編輯。同年加入越南革命黨。1928年，該黨改名新越革命黨，自任總書記。他又成立《觀海叢書》（Quan hải tùng thư）雜誌，以「衛石」（Vệ Thạch）為筆名，宣揚科學思想和唯物史觀。
1929年7月被法屬印度支那殖民政府逮捕，翌年投入監獄。此後，陶維英致力於研究學術。八月革命之後，被聘往文科大学史学科教書。1946年，任全国文化大会運動委員。法越戰爭期間，在第四戰區的文藝支會活動。
1950年任教育部文學藝術局史地班負責人。1954年任河內師範大學和文科大學教授。1956年，河內綜合大學（今河內國家大學）成立，任越南古代史部主任。1958年，在月刊「人文」第5号（11月20日）雜誌上發表自由化和民主化問題的文章，發起了人文佳品運動。1958年在教育省任職，1960年遷史學院。此後離開政壇，專心研究學術。1988年4月1日在河內逝世。
2000年，因其在社會科學領域的突出貢獻，被追授胡志明獎。